# آكل السمك

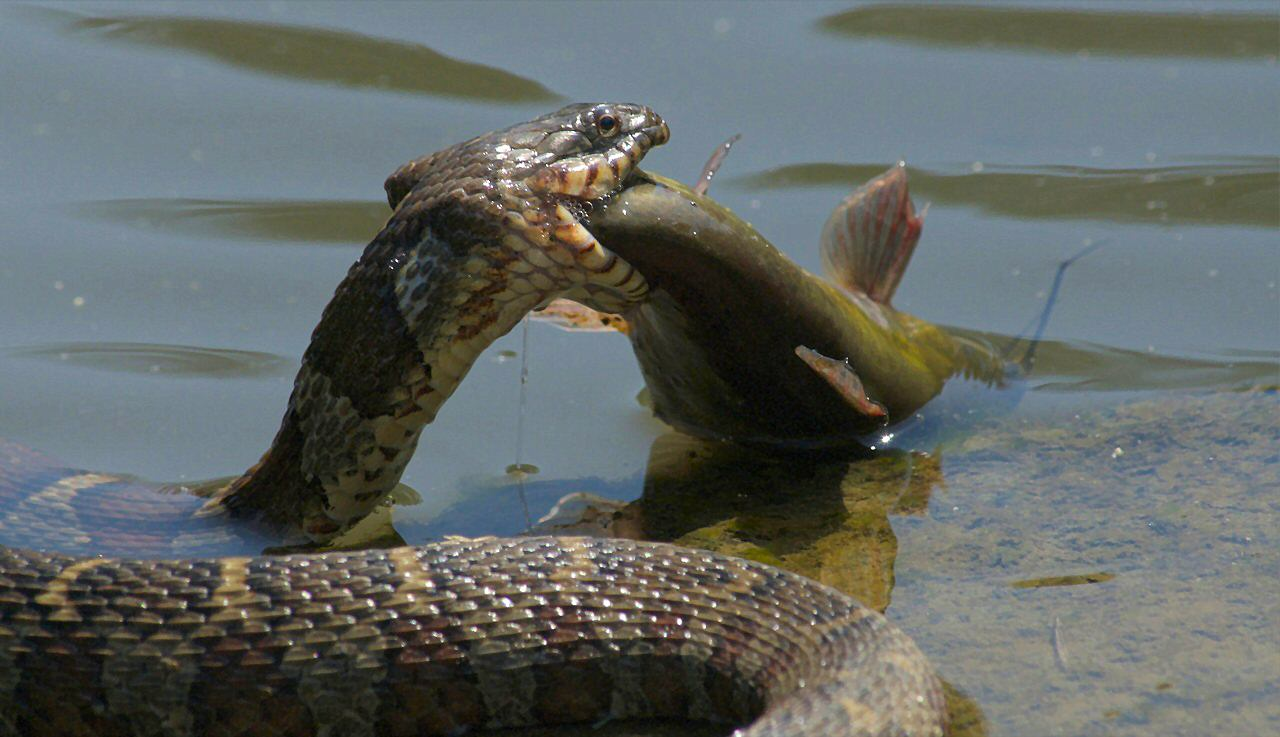
ثعبان الماء الشمالي يتغذى على السمك.

السامِك (جمع: سَامِكات) أو آكلات الأسماك (بالإنجليزية: Piscivore)‏، يُشير إلى الحيوانات التي تتغذى كلياً أو جزئياً على الأسماك، سواءً كان ذلك في المقام الأول أو ما عداه. العديد من الأنواع سواءً من البرمائيات أو الثدييات أو الزواحف أو الطيور التي تتغذى على الأسماك؛ مثال ذلك الدب البني والإنسان والأفاعي والطيور الجارحة. بعض الحيوانات، مثل أسد البحر والتماسيح، ليست من الحيوانات التي تعيش على نحو كامل على الأسماك، وغالبا ما تستعد على اللافقاريات المائية أو الحيوانات البرية بالإضافة إلى الأسماك، في حين أن البعض الآخر، مثل خفاش البولدوغ والجافيال، تعتمد اعتماداً صارما على الأسماك للأغذية. يمكن للبشر أن يعيشوا على الوجبات الغذائية التي تعتمد على الأسماك.

## أمثلة
هذه بعض الأمثلة على آكلات الأسماك:
- إنسان
- ذئب رمادي
- أسد البحر
- قضاعة أوروبية
- منك أمريكي
- قط سماك
- دلفين الأمازون
- قضاعة عملاقة
- عقاب نساري
- بلقشة
- بطريق
- عقاب رخماء
- جافيال
- رشال
- عقام
- قرش ليموني [2]
- ببر
- بيرانا[3]
- سمكة زرقاء[3]